# V Houlištích
V Houlištích je přírodní památka ev. č. 1330 severně od obce Polánka v okrese Plzeň-jih. Oblast spravuje Agentura ochrany přírody a krajiny ČR. Důvodem ochrany jsou květnaté bučiny s bohatým výskytem česneku medvědího (Allium ursinum).

## Galerie

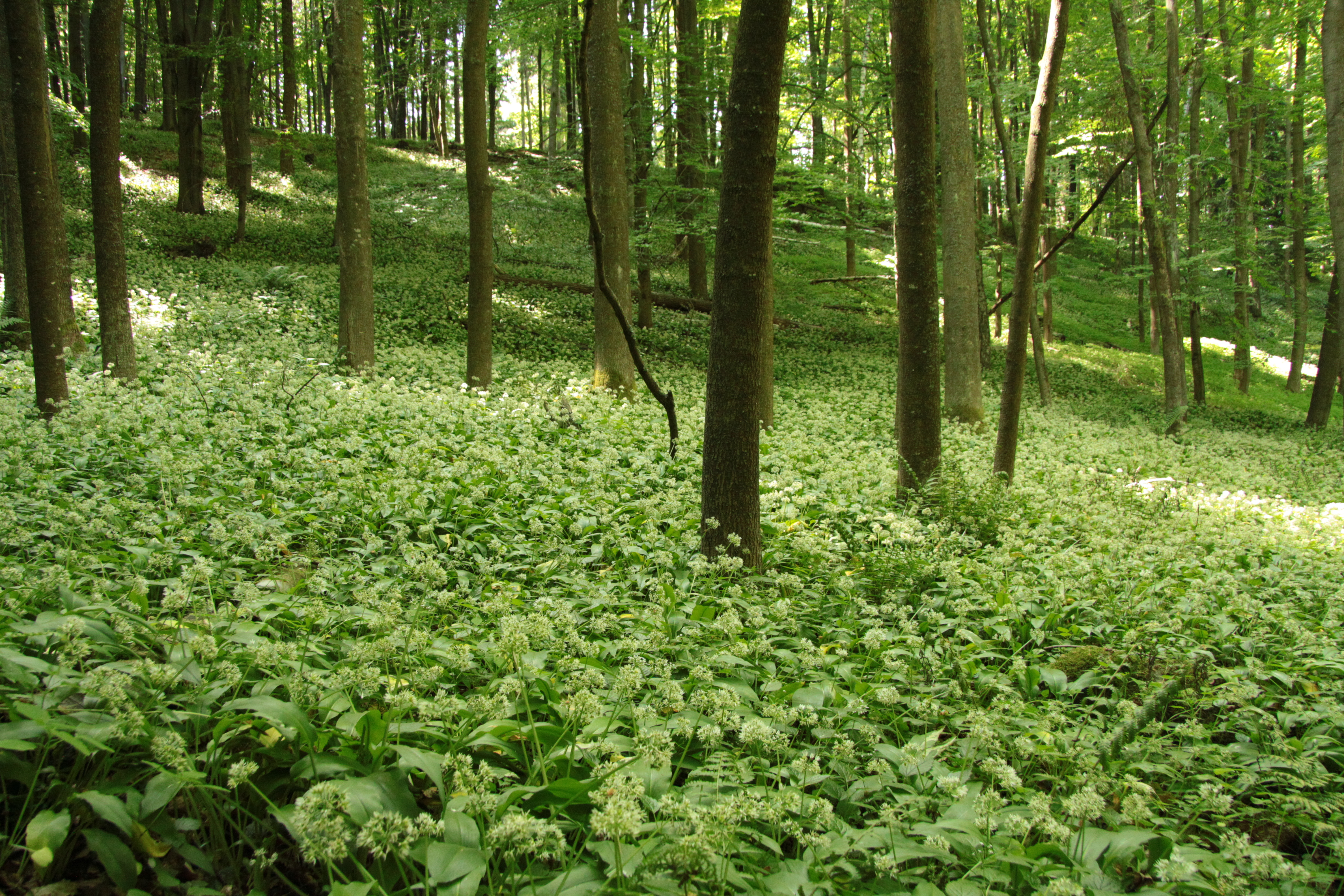
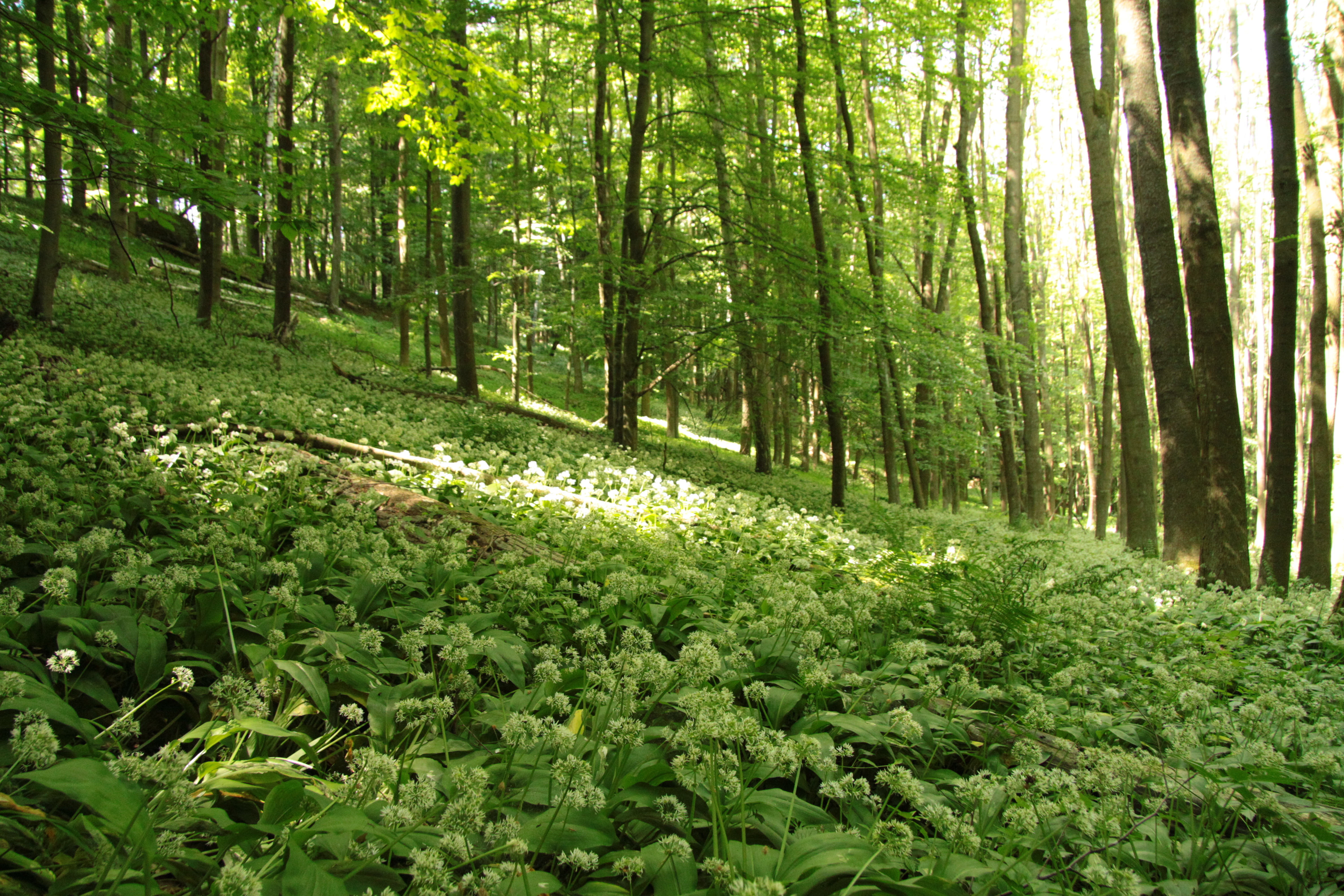
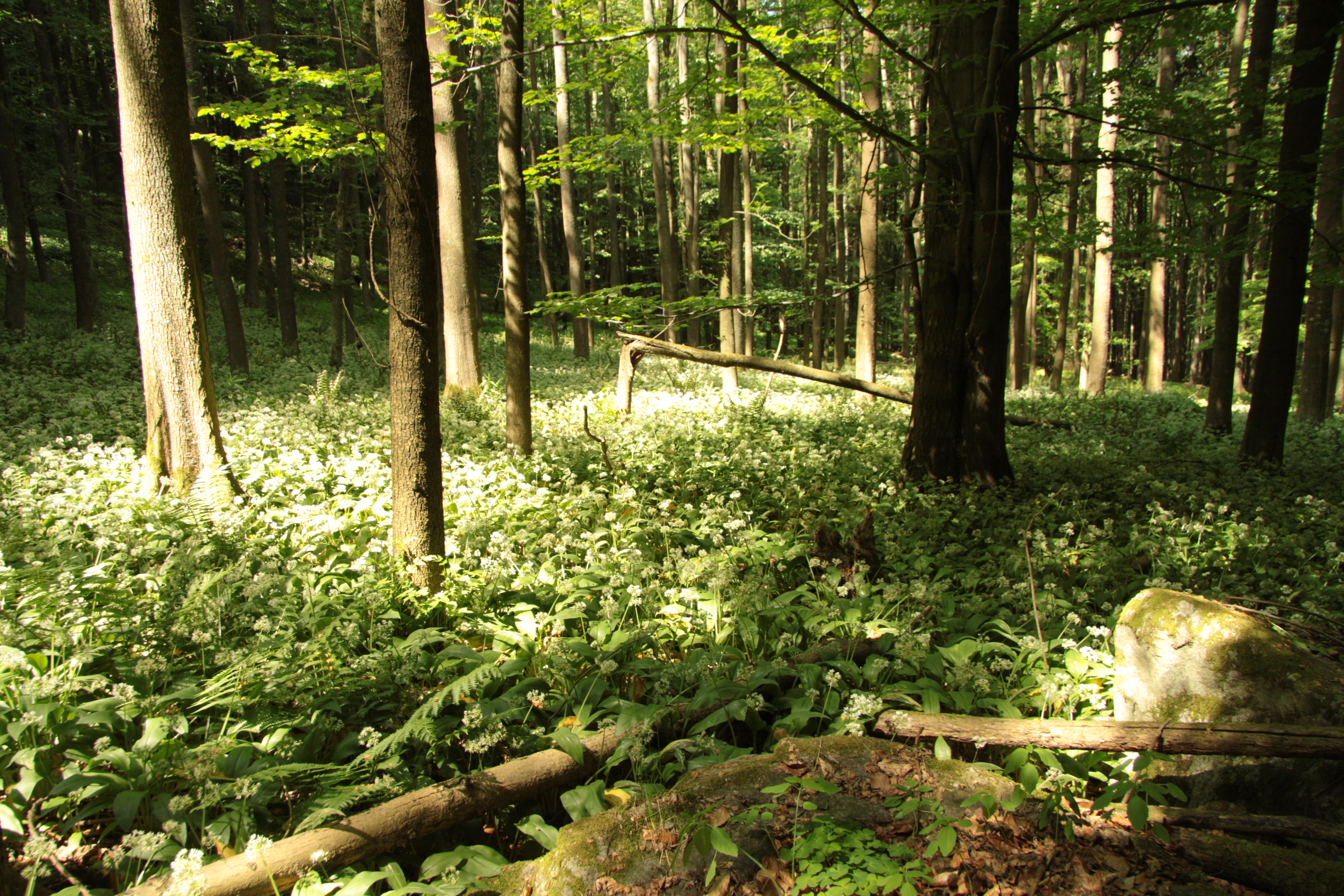
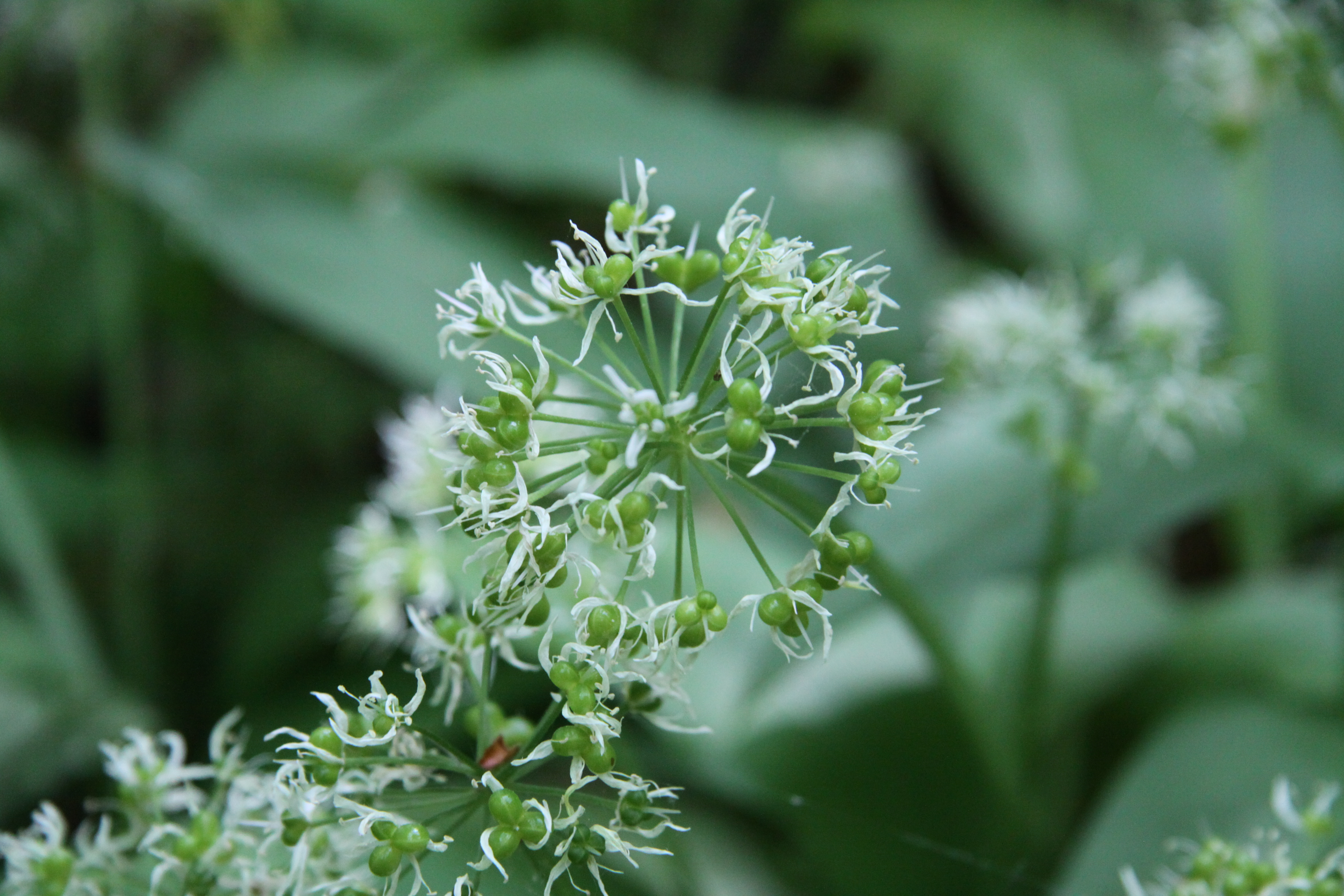